# アフマド・アル＝アリ
アフマド・アル＝アリ（Ahmad Al-Ali、1987年 - ) は、クウェートのサッカー審判員。2016年からは国際サッカー連盟 (FIFA) 登録の国際審判員として活動している。

## 来歴
ガルフカップ2019準決勝・サウジアラビアvsカタール戦で主審を担当し、2020年以降も国際試合での主審を担当。 AFCカップ2020南アジア地区予選プレーオフラウンド2・パロFCvsベンガルール、2022 FIFAワールドカップ・アジア2次予選グループG・ベトナムvsインドネシアをそれぞれ担当、AFCチャンピオンズリーグも担当した。
2023年には同年夏に開催予定のFIFA U-20ワールドカップの予備審判に選任される。また、アラブ・クラブ・チャンピオンズカップの審判団にも選ばれている。翌年にはAFCアジアカップ2023の審判団にも名を連ね、クウェートから選出された副審2名とチームを組んだ。